# Nosislav
Nosislav település Csehországban, a Brno-vidéki járásban. Nosislav Uherčice, Židlochovice, Unkovice, Blučina, Žabčice, Měnín, Hrušovany u Brna, Přísnotice, Nikolčice és Velké Němčice településekkel határos. Lakosainak száma 1385 fő (2024. január 1.).

## Népesség
A település lakosságának változását az alábbi diagram mutatja:
| Lakosok száma | 1270 | 1453 | 1414 | 1484 | 1333 | 1259 | 1357 | 1375 | 1306 | 1385 |
|               | 1869 | 1900 | 1921 | 1961 | 1980 | 2011 | 2016 | 2019 | 2021 | 2024 |